# Appenzeller Siedwurst

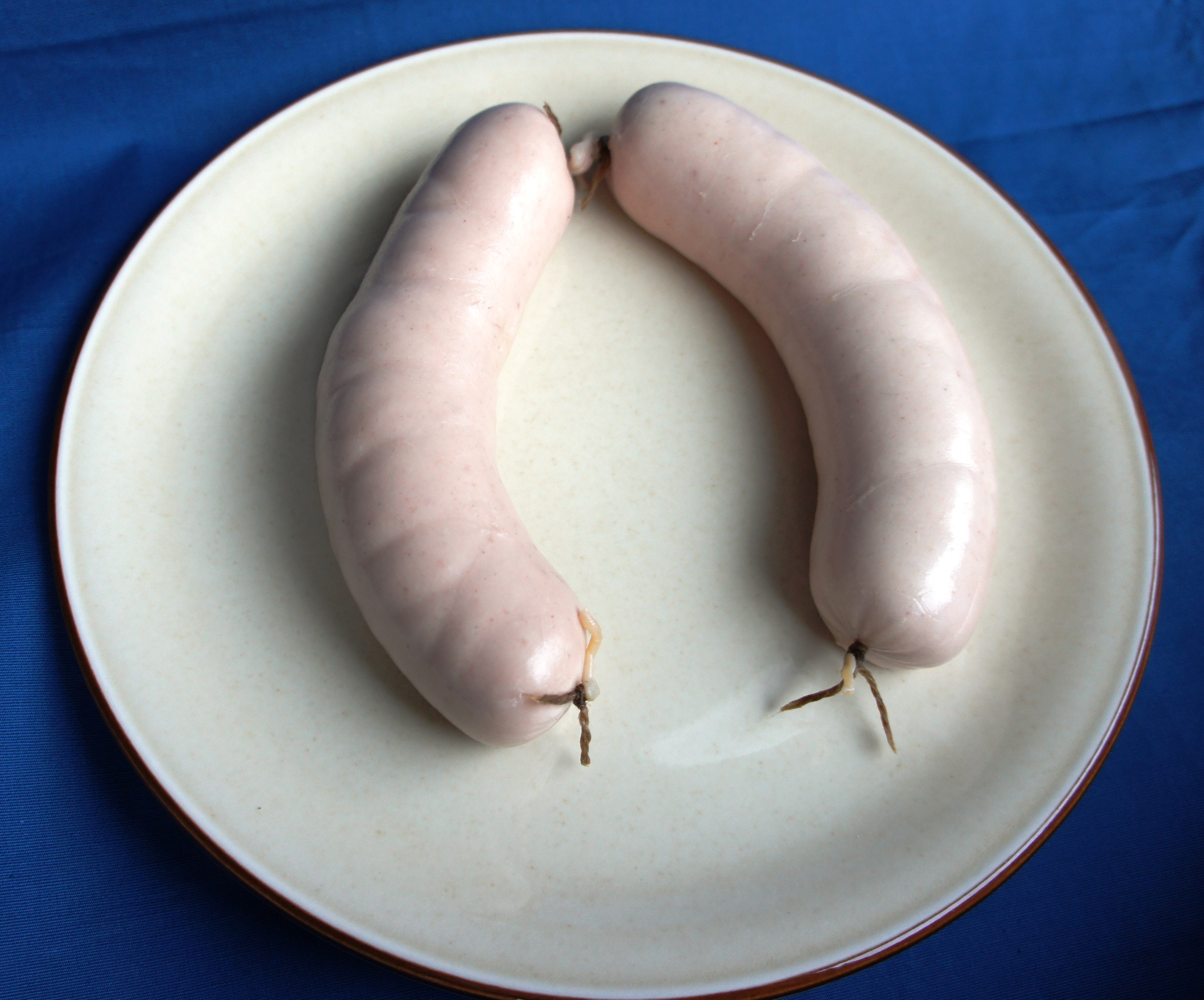
Rohe Appenzeller Siedwürste

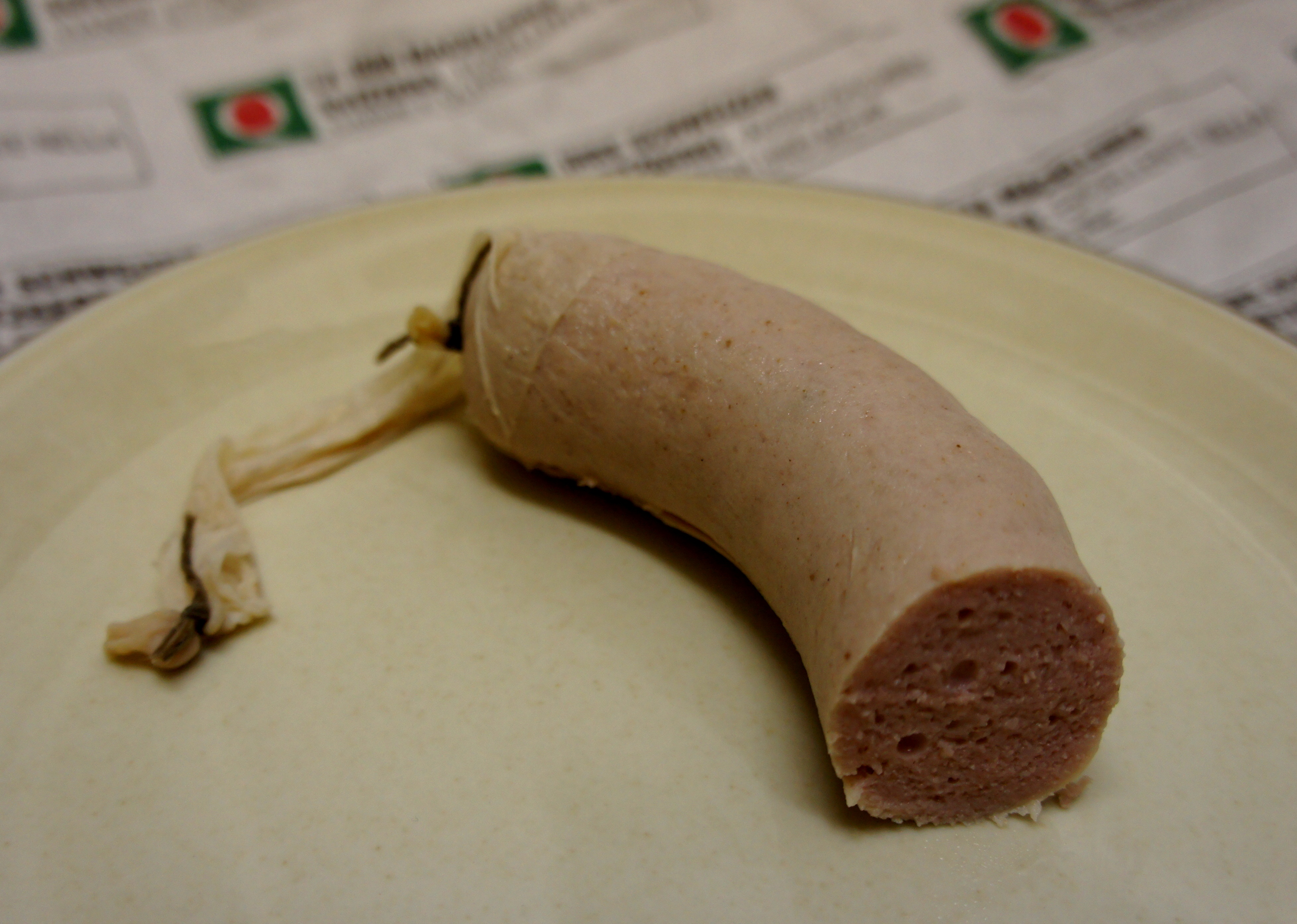
Siedwurst gekocht und angeschnitten

Die Appenzeller Siedwurst ist eine helle Brühwurst, die roh, gekocht oder pasteurisiert als Spezialität aus der Ostschweiz verkauft wird.
1873 wurde in einem Brief erwähnt, dass im Appenzellerland Rinderdärme als Wursthüllen verwendet wurden. Für die Produktion des sehr feinen Bräts der heutigen Siedwurst werden Maschinen als Hilfsmittel benötigt. Aus diesem Grund wird die Entstehung der Appenzeller Siedwurst im 19. Jahrhundert angesiedelt. 
Die Appenzeller Siedwurst wurde am 25. Januar 2018 vom Bundesamt für Landwirtschaft ins Verzeichnis der Schweizer Produkte mit geschützter geografischer Herkunft aufgenommen. Sie darf seither das Markenzeichen IGP (Indication géographique protegée) tragen, wenn ihre Hersteller die strengen Anforderungen des Pflichtenhefts erfüllen.
Für die Herstellung der Appenzeller Siedwurst wird Rind-, Schweine- und Kalbfleisch verwendet. Dazu kommt Speck, Eis, Kochsalz und Gewürze. Abgefüllt wird die fein gemahlene Masse in einen Rinderdarm, der jeweils verknotet und mit einem Holzspiesschen oder Metallspange verschlossen wird. Sie wird oft paarweise verkauft und vor dem Verzehr etwa 20 bis 25 Minuten in ca. 80 Grad heissem Wasser gebrüht. Die gekochte oder pasteurisierte Wurst muss lediglich erwärmt werden. Die Siedwurst wird warm verzehrt.